# سيليستين ديلمر
هينري سيليستين ديلمر (بالفرنسية: Henri Célestin Delmer)‏ (15 فبراير 1907  – 2 مارس 1996) لاعب كرة قدم فرنسي راحل .
لعب ديلمر في أندية أميين ، إكسيلسيور روبيه ، و النجم الأحمر . لعب 11 مباراة دولية مع منتخب فرنسا كما شارك في بطولة كأس العالم لكرة القدم 1930 و1934 .

## وصلات خارجية
- سيليستين ديلمر على موقع الاتحاد الدولي (مؤرشف)  (الإنجليزية)
- سيليستين ديلمر على موقع قاعدة بيانات كرة القدم.إي يو (الإنجليزية)
- سيليستين ديلمر على موقع ناشيونال فوتبول تيمز (الإنجليزية)

- السيرة الذاتية في موقع الاتحاد الفرنسي لكرة القدم